# Anders Ljungberg
Anders Ljungberg (12 luglio 1947) è un ex calciatore svedese, di ruolo centrocampista.

## Palmarès

### Club

#### Competizioni nazionali
- Campionato svedese: 5

Åtvidaberg: 1971
Malmö: 1967, 1974, 1975, 1977
- Coppa di Svezia: 5

Åtvidaberg: 1970, 1971
Malmö: 1974, 1975, 1978